# Croce di Calvino

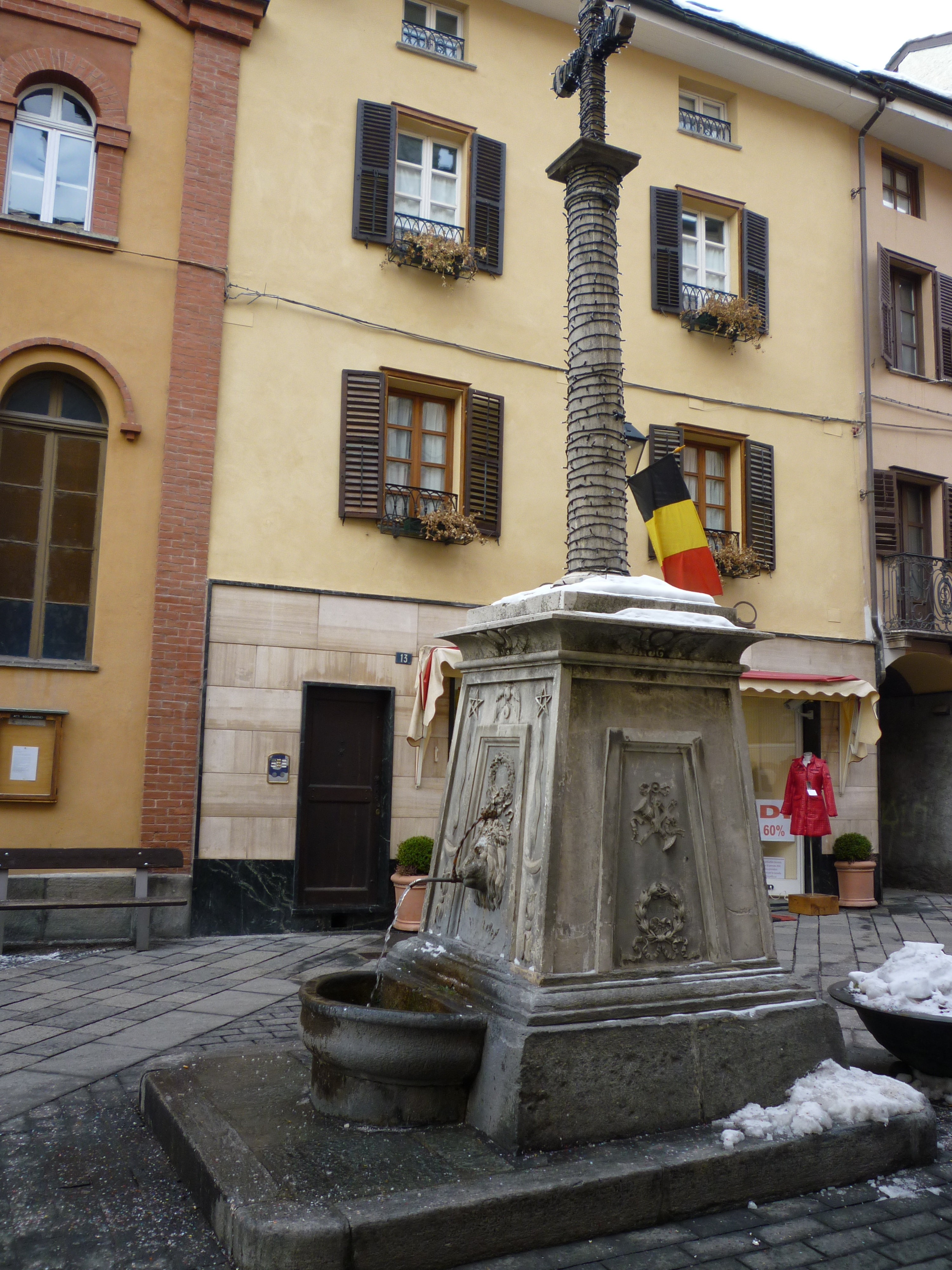
La Croce di Calvino. L'edificio arancione sulla sinistra è la chiesa valdese.

La Croce di Calvino (in lingua francese, Croix de Calvin) è un monumento della città di Aosta.

## Nome e ubicazione

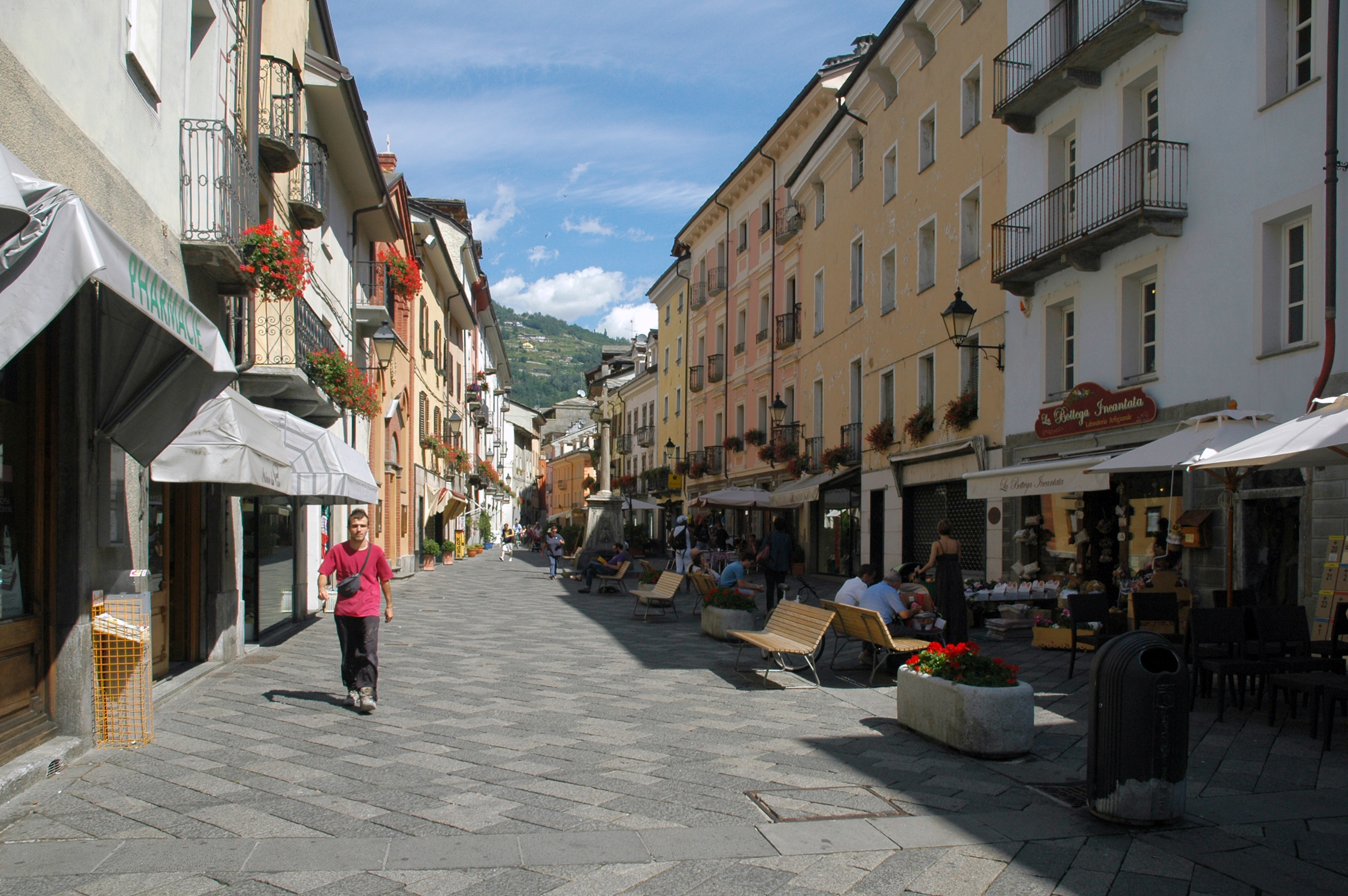
Via Croix-de-Ville, Aosta

Situata nell'attuale via Croix-de-Ville, di fronte alla chiesa evangelica valdese, è per questo erroneamente conosciuta localmente come Croix-de-Ville, odonimo che storicamente indica invece l'incrocio del Cardo e del Decumano (l'attuale Place des Franchises) della pianta originaria della città romana di Augusta Prætoria. Il termine italianizzato non ufficiale Croce di città è stato introdotto in epoca fascista.

## Storia
Fu eretta nel 1541 in memoria della cacciata dei calvinisti dalla Valle d'Aosta, come testimonia l'iscrizione latina sulla base.
Secondo una tradizione non confermata da documenti, ma sostenuta dai maggiori storiografi valdostani (Félix Orsières, Amé Gorret, Joseph-Auguste Duc e Justin Boson), Giovanni Calvino (Jean Calvin) si fermò a Aosta mentre scappava da Ferrara, dove arrivò nel 1536, e dove era stato segnalato all'Inquisizione. La Riforma essendo già stata imposta nel frattempo nel Vaud, a Ginevra, nel pays de Gex e nel Chiablese, la Confederazione Elvetica mirava a sottrarre la Valle d'Aosta a Casa Savoia. Il vescovo di Aosta Pierre Gazin, appoggiato dal conte Renato di Challant e dal balivo Matthieu de Lostan, avrebbero organizzato la cacciata di Calvino. Aiutato da sostenitori locali, tra i quali l'avvocato de Vaudan, Bésenval e Tillier, Calvino sarebbe riuscito a rientrare in Svizzera attraverso la Fenêtre de Durand, risalendo la Valpelline · . Per celebrare la cacciata, sarebbe stato ordinato alla cittadinanza di dipingere il nome di Gesù su tutte le porte della città e, poco più tardi, fu eretta la croce in pietra.
Il monumento è costituito da una colonna sormontata da una croce in pietra grigia dell'altezza di circa 6 metri.
Un basamento, decorato con geroglifici e simboli religiosi, riporta la scritta latina, mentre l'attuale fontana è stata aggiunta al monumento nel 1841.

## L'iscrizione

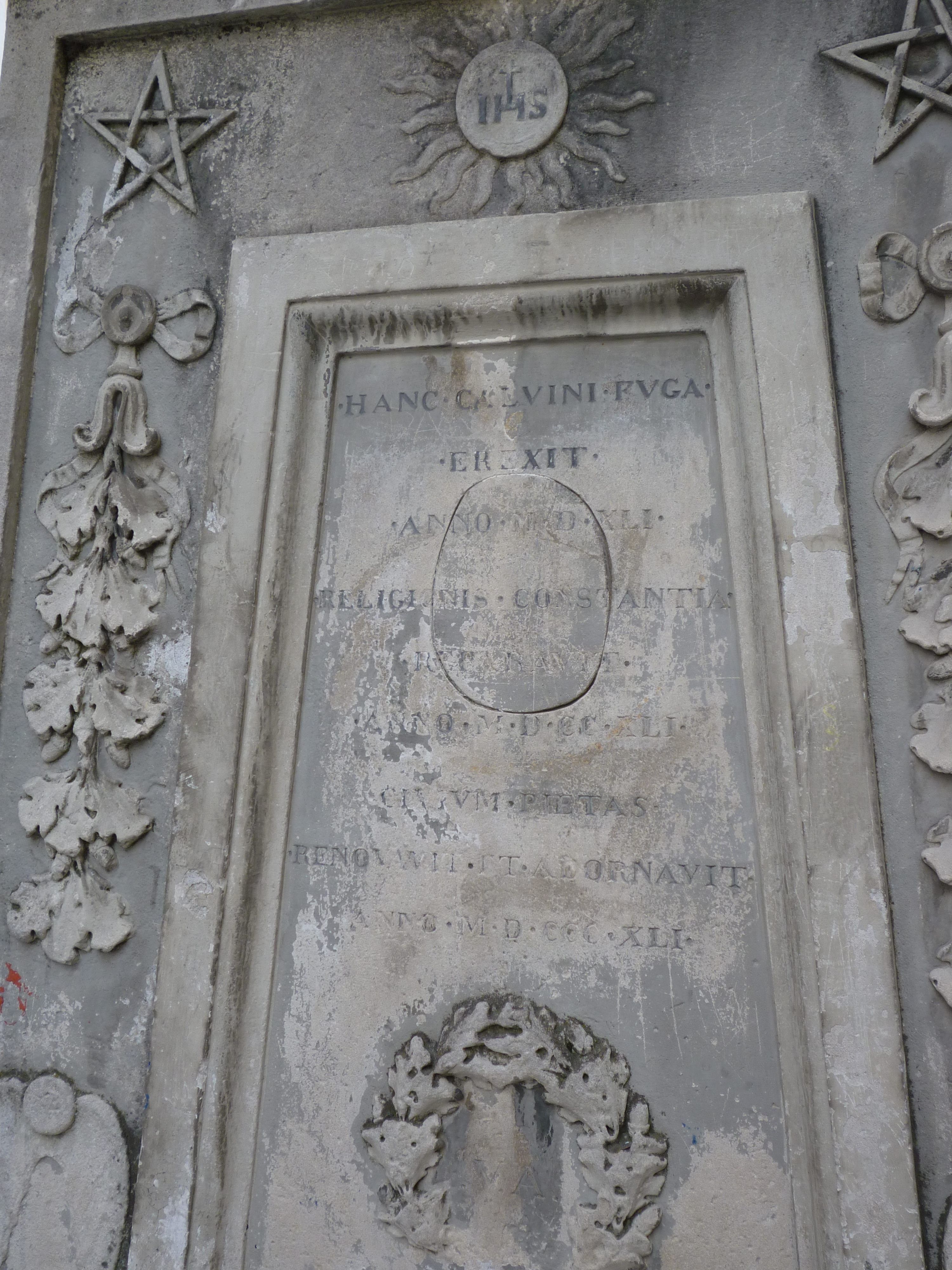
L'iscrizione sul basamento

erexit
anno MDXLI
Religionis constantia
reparavit
anno MDCCXLI
Civium pietas
renovavit et adornavit
anno MDCCCXLI»
eresse
nell’anno 1541
la costanza della religione
riparò
nell'anno 1741
la religiosità dei cittadini
rinnovò ed adornò
nell’anno 1841»
(Iscrizione)

## In letteratura
La Croce di Calvino è ricordata nel romanzo L'Afrodite di Riccardo Bacchelli, in cui un personaggio minore, il rilegatore di libri di Torino, compie ogni anno l'8 marzo un pellegrinaggio al monumento per ricordare con gratitudine la cacciata di Calvino, che avrebbe preservato il Piemonte e l'Italia dalla diffusione delle idee ereticali.